# Ury
Ury település Franciaországban, Seine-et-Marne megyében. Lakosainak száma 883 fő (2022. január 1.). Ury Achères-la-Forêt, La Chapelle-la-Reine, Fontainebleau és Recloses községekkel határos.

## Népesség
A település népessége az elmúlt években az alábbi módon változott:
| Lakosok száma | 819  | 836  | 870  | 847  | 848  | 850  | 855  | 864  | 883  |
|               | 2013 | 2015 | 2016 | 2017 | 2018 | 2019 | 2020 | 2021 | 2022 |